# (35459) 1998 DG20
1998 دي جي 20 (ويعرف أيضًا باسم (35459) 1998 دي جي 20 وفق تسمية الكوكب الصغير) (بالإنجليزية: 1998 DG20) هو كويكب ضمن حزام الكويكبات؛ وترتيبه 35459 من حيث الاكتشاف.
اكتُشف هذا الجُرم الفلكي بواسطة لينكا كوتكوفا في 27 فبراير 1998.

## وصلات خارجية
- (35459) 1998 DG20 في قاعدة بيانات مختبر الدفع النفاث لأجرام النظام الشمسي الصغيرة

- الاكتشاف · مخطط المدار ·  العناصر المدارية · المعلمات المادية

- (35459) 1998 DG20 على موقع ويكي سكاي: DSS2, SDSS, GALEX, IRAS, Hydrogen α, X-Ray, Astrophoto, Sky Map, Articles and images